# Nezumia condylura
Nezumia condylura är en fiskart som beskrevs av Jordan och Gilbert, 1904. Nezumia condylura ingår i släktet Nezumia och familjen skolästfiskar. Inga underarter finns listade i Catalogue of Life.